# Llista de mamífers del Solsonès
Les espècies de mamífers que l'any 2008 s'havien detectat al Solsonès o que se n'havia constatat la seva presència a la comarca tot i ja estar extintes, eren un total de 51 espècies classificades en els següents ordres i famílies: 
- Mamífers insectívors:

| Família    | Espècies |
| ---------- | --- |
| Erinacèids | l'eriçó comú l'eriçó clar                                                                                          |
| Tàlpids    | la musaranya aquàtica pirinenca la musaranya comuna la musaranya cuaquadrada la musaranya menuda la musaranya nana |
- Mamífers carnívors:

| Família   | Espècies                                                                            |
| --------- | ----------------------------------------------------------------------------------- |
| Cànids    | la guineu el llop                                                                   |
| Fèlids    | el gat fer el linx nòrdic                                                           |
| Mustèlids | l'ermini la fagina la llúdriga la marta la mostela el teixó el turó el visó americà |
| Úrsids    | l'os                                                                                |
| Vivèrrids | la geneta                                                                           |
- Artiodàctils:

| Família | Espècies                      |
| ------- | ----------------------------- |
| Bòvids  | l'isard el mufló              |
| Cèrvids | el cabirol el cérvol la daina |
| Súids   | el porc senglar               |
- Rosegadors:

| Família   | Espècies                                                                                  |
| --------- | ----------------------------------------------------------------------------------------- |
| Esciúrids | l'esquirol                                                                                |
| Glírids   | el liró el liró gris                                                                      |
| Micròtids | la rata d'aigua el talpó de tartera el talpó dels prats el talpó muntanyenc el talpó comú |
| Múrids    | la rata comuna la rata negra el ratolí casolà el ratolí de bosc el ratolí mediterrani     |
- Lagomorfs:

| Família  | Espècies            |
| -------- | ------------------- |
| Lepòrids | el conill la llebre |
- Quiròpters:

| Família         | Espècies |
| --------------- | --- |
| Rinolòfids      | el ratpenat gran de ferradura el ratpenat petit de ferradura |
| Vespertiliònids | la ratapinyada la ratapinyada pipistrel·la nana el ratpenat clar d'aigua el ratpenat cuallarg el ratpenat de cova el ratpenat de musell agut el ratpenat de Natterer el ratpenat de peus grans el ratpenat de vores clares el ratpenat dels graners el ratpenat gris el ratpenat muntanyenc el ratpenat nòctul mitjà el ratpenat nòctul petit el ratpenat orellut gran el ratpenat orellut septentrional |